# Stephan Märki
Stephan Amadeus Märki (* 15. April 1955 in Bern) ist ein Schweizer Schauspieler, Regisseur, und Intendant. Von Juli 2011 bis Juli 2018 war er Direktor des Konzert Theater Bern. Seit der Spielzeit 2020/21 ist er Intendant am Staatstheater Cottbus.

## Leben
Märki wuchs in der Nähe von Basel auf und besuchte in Basel das Gymnasium. Nach der Matura arbeitete er zunächst als Fotograf und Werbeleiter und gründete eine Presseagentur in Basel, die er vor Beginn seiner Schauspiellaufbahn verkaufte. 1980 bis 1984 besuchte er die Schauspielschule in München. Nach einem Unfall, dessentwegen er für eine längere Zeit nicht auftreten konnte, gründete Märki 1985 in München das Teamtheater, dem er als künstlerischer Leiter und Geschäftsführer vorstand.
1993 wurde Märki zum Intendant des Hans-Otto-Theaters in Potsdam berufen, wo er bis 1997 blieb. Er verliess Potsdam, als die Stadt von ihm die Abwicklung des Musiktheaters verlangte. Anschliessend arbeitete Märki als freier Regisseur und erhielt 1999 eine Gastprofessur am Max Reinhardt Seminar in Wien. Neben seiner Lehrtätigkeit nahm Märki erste Regietätigkeiten am Weimarer Theater wahr.
Im Jahr 2000 wechselte Märki als Generalintendant an das Deutsche Nationaltheater und Staatskapelle (DNT) in Weimar. Dort gelang ihm 2002, die Unabhängigkeit des DNT gegen die Vorstellungen der Thüringer Landesregierung durchzusetzen, die eine Fusion dieses traditionsreichen Hauses mit den Bühnen in Erfurt anstrebte. Die Lösung wurde als „Weimarer Modell“ bekannt.
Eine viel beachtete Inszenierung gelang Märki 2004 mit der Aufführung des Wilhelm Tell auf dem Schweizer Rütli, mit der er das Stück 200 Jahre nach seiner Uraufführung an den Originalschauplatz der Handlung brachte. Nach einigen Kontroversen verlängerte der Aufsichtsrat des DNT im Januar 2009 Märkis Vertrag bis 2014. Im Jahr 2011 stimmte der Aufsichtsrat des Deutschen Nationaltheaters Weimar einer vorzeitigen Beendigung des Vertrages mit Märki zu.
Mit dem 1. Juli 2011 übernahm Märki – auf ein Jahr befristet gemeinsam mit Marcel Brülhart – die Zusammenführung des Berner Symphonieorchesters und des Stadttheater Bern zu einem Vierspartenhaus, bestehend aus Konzert, Oper, Schauspiel und Tanz. Ab der Spielzeit 2012/13 war Märki alleiniger Direktor von Konzert Theater Bern. Am 6. Juli 2018 erklärte er seinen sofortigen Rücktritt von diesem Posten. Von November 2014 bis März 2020 war Stephan Märki Präsident des Schweizerischen Bühnenverbands (SBV).
Am 17. April 2019 wurde Märki vom Stiftungsrat der Brandenburgischen Kulturstiftung Cottbus-Frankfurt (Oder) zum künftigen Intendanten und Operndirektor am Staatstheater Cottbus gewählt. Zur Spielzeit 2020/21 hat er sein Amt angetreten.

## Theater (Regie)
- 1997: Cyrano de Bergerac von Edmond Rostand
- 1998: Comedian Harmonists von Gottfried Greiffenhagen
- 2001: Lulu von Frank Wedekind
- 2003: Werther. Eine Sprache der Liebe von Kristo Sagor, nach Goethe
- 2003: Maria Stuart von Friedrich Schiller
- 2004: Wilhelm Tell von Friedrich Schiller
- 2008: Tosca von Giacomo Puccini
- 2010: Elektra von Richard Strauss
- 2012: Don Carlo von Giuseppe Verdi
- 2015: Lohengrin von Richard Wagner
- 2018: Carmen[13] von Georges Bizet

## Film
- 1987: Die Beute
- 1994: Xam und der Vogel (Produzent)

## Hörspiele
- 2013: Inga Helfrich: Ich Wir Ihr Sie Regie: Inga Helfrich (BR)